# Christin Bohmann
Christin Bohmann (* 1986 oder 1987 in Gera, Deutsche Demokratische Republik) ist eine deutsche Journalistin. Seit Dezember 2024 ist sie Chefredakteurin des Mitteldeutschen Rundfunks.

## Leben
Bohmann wuchs in Gera auf. Zwischen 2005 und 2011 studierte sie Germanistik, Journalistik und Komparatistik in Leipzig und Dublin. In dieser Zeit war sie auch für den studentischen Hörfunksender Mephisto 97.6 tätig. Nach dem Abschluss ihres Studiums war sie von Juni bis Dezember 2011 als redaktionelle Mitarbeiterin für die Berliner Morgenpost tätig, ehe sie 2012/13 ein Volontariat an der Axel-Springer-Akademie absolvierte und anschließend bis August 2014 als Redakteurin in der Wirtschaftsredaktion der Welt tätig war.
Zum August 2014 wechselte Bohmann zum Mitteldeutschen Rundfunk, wo sie zunächst bis Ende 2015 als Chefin vom Dienst im Bereich Online-Nachrichten die Inhalte der MDR-Website redaktionell verantwortete. Im Januar 2016 übernahm sie den Aufbau und anschließend die Leitung der Redaktion MDR Aktuell Online innerhalb der Hauptabteilung Information und Innovation des MDR am Standort Leipzig. In dieser Zeit verantwortet sie auch die Entwicklung von Nachrichtenangeboten für die Zielgruppe der 25- bis 35-Jährigen. Im November 2024 gab der Mitteldeutsche Rundfunk bekannt, dass sich Bohmann in einem zweistufigen Auswahlverfahren um die Nachfolge von Julia Krittian durchgesetzt habe und zum 1. Dezember 2024 den Posten der Chefredakteurin übernimmt.